# Quecksilber(I)-fluorid
Quecksilber(I)-fluorid ist eine anorganische chemische Verbindung des Quecksilbers aus der Gruppe der Fluoride.

## Gewinnung und Darstellung
Quecksilber(I)-fluorid kann durch Reaktion von Quecksilber(I)-carbonat mit Fluorwasserstoff gewonnen werden.
{\displaystyle \mathrm {Hg_{2}CO_{3}+2\ HF\longrightarrow Hg_{2}F_{2}+CO_{2}+H_{2}O} }

## Eigenschaften
Quecksilber(I)-fluorid ist ein gelblicher, sich im Licht bald schwarz färbender Feststoff, der in Wasser hydrolysiert. Er besitzt eine tetragonale Kristallstruktur mit der Raumgruppe I4/mmm (Raumgruppen-Nr. 139).

## Verwendung
Quecksilber(I)-fluorid kann als mildes Fluorierungsmittel verwendet.